# La rosa sulle rotaie
La rosa sulle rotaie (La Roue) è un film del 1923 diretto da Abel Gance e prodotto da Charles Pathé.
Il ritmo del montaggio fece del film una delle opere più influenti nel cinema degli anni Venti.

## Trama
Sisif, che lavora nelle ferrovie, dopo un incidente ferroviario raccoglie la piccola Norma, che ha perso i suoi genitori, e la alleva insieme al suo vero figlio Elie. Quando lei diventa grande Sisif se ne innamora, ma un ingegnere la porta via per sposarla. Sul Monte Bianco Elie, il quale a sua volta si è innamorato di Norma, cade in un crepaccio e muore. Sisif, rimasto cieco, non accetta l'aiuto di Norma e muore.

## Caratteristiche
Gance in questo film utilizza un montaggio molto veloce, soprattutto nella scena in cui Sisif guida il treno nel disperato tentativo di impedirlo e ancora di più nel momento in cui Elie rimane appeso sopra il dirupo; in cui appaiono primi piani e inquadrature di lui e Norma nei momenti precedenti, queste inquadrature hanno la durata di un singolo frame e rendo questo film il primo esempio conosciuto di uso di fotogrammi singoli nella storia del cinema